# Megalithanlagen von Marblehill
Die Megalithanlagen von Marblehill  im gleichnamigen Townland (irisch An Creigín) am Hang des Knockdrummore im County Galway in Irland sind zum größten Teil ausgegangen.  Einigermaßen erhalten sind westlich vom Weiler Ballynakill ein Portal Tomb  und zwei Wedge Tombs.

## Portal Tomb
Lage: 53° 5′ 12,5″ N, 8° 28′ 1,5″ W

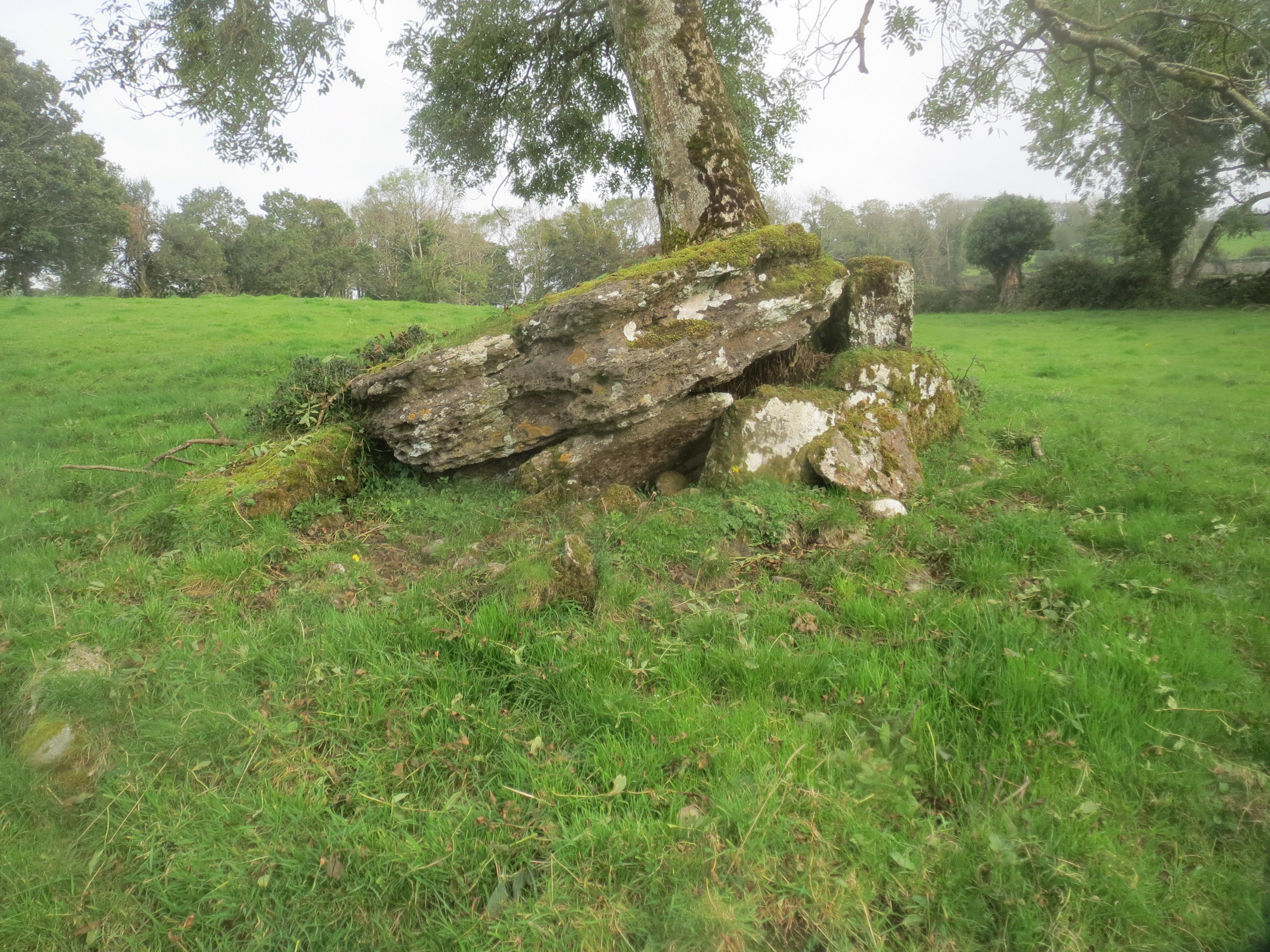
Marblehill - das Portal Tomb

Als Portal Tombs werden Megalithanlagen in Irland und Großbritannien bezeichnet, bei denen zwei gleich hohe, aufrecht stehende Steine mit einem Türstein dazwischen, die Vorderseite einer Kammer bilden, die mit einem zum Teil gewaltigen Deckstein bedeckt ist. Diese Anlage liegt  an einem sanften Hang. Das kleine eingestürzte Portal Tomb ist Nordwest-Südost orientiert und besteht aus einer etwa 2,0 m langen und 1,2 m breiten Kammer. Der große Deckstein ist 2,0 m lang, 0,55 m dick und verjüngt sich von 1,90 m im Süden auf 1,65 m.

## Wedge Tomb (GA125-121)
Lage: 53° 5′ 5,5″ N, 8° 28′ 0,8″ W

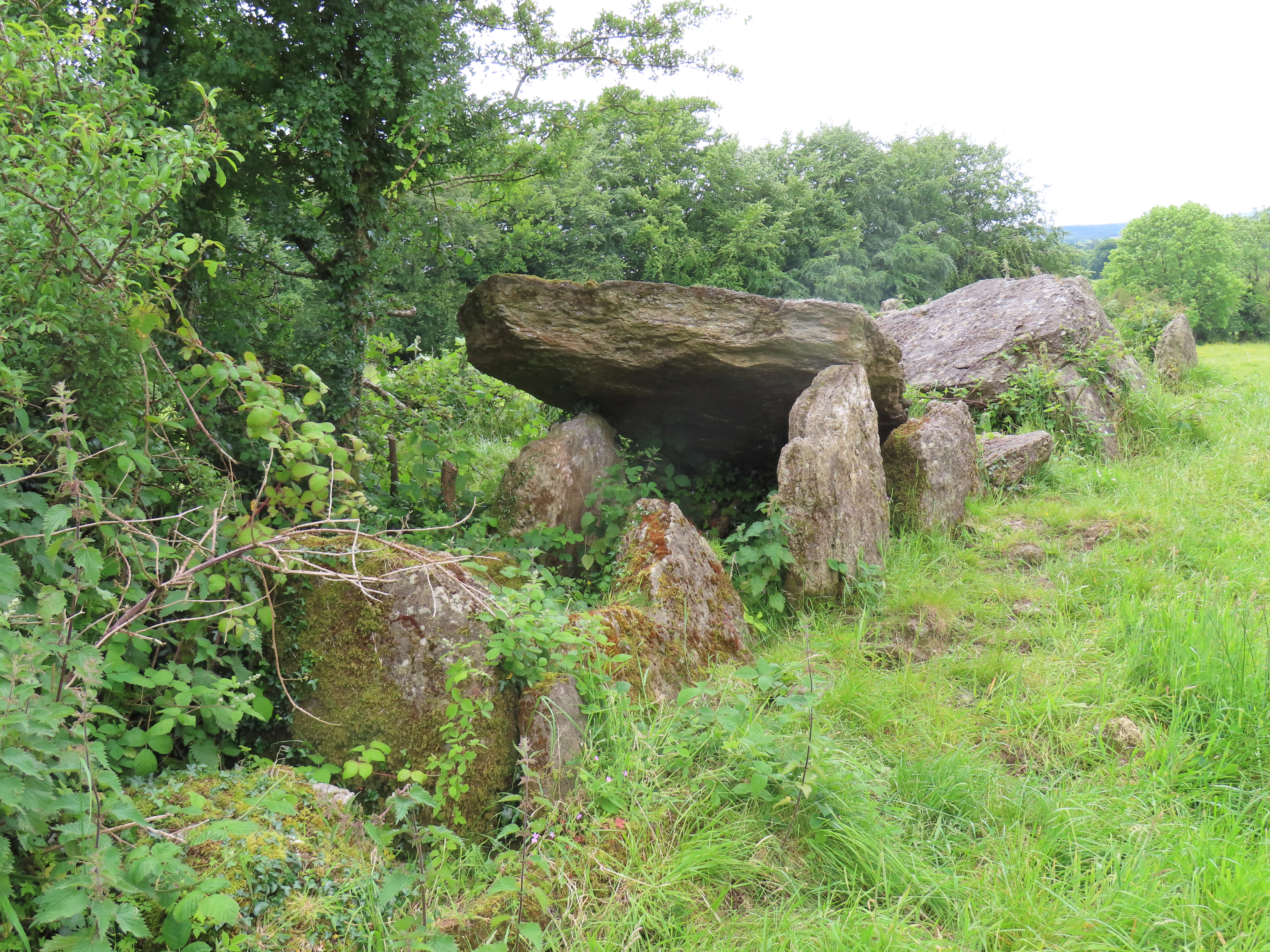
Das größere Wedge Tomb

Das größere und besser erhaltene der beiden Wedge Tombs ist in der Mitte zusammengebrochen. Die Anlage ist über 7,0 m lang und hat 1,3 m hohe Randsteine, Sie liegt  am Ende eines Feldwegs, der von einer Nebenstraße abzweigt, etwa 600 m von der Straße R353 entfernt. Es ist  überwachsen und scheint drei Decksteine besessen zu haben. Die großen Tragsteine stehen noch aufrecht im Boden. Das Wedge Tomb lag ursprünglich unter einem Hügel aus Erde oder Steinen. Wedge Tombs (dt. „Keilgräber“, früher auch „wedge-shaped gallery grave“ genannt) sind doppelwandige, ganglose, mehrheitlich ungegliederte Megalithbauten der späten Jungsteinzeit und der frühen Bronzezeit.

## Wedge Tomb (GA125-128)
Lage: 53° 4′ 52,6″ N, 8° 28′ 16,1″ W

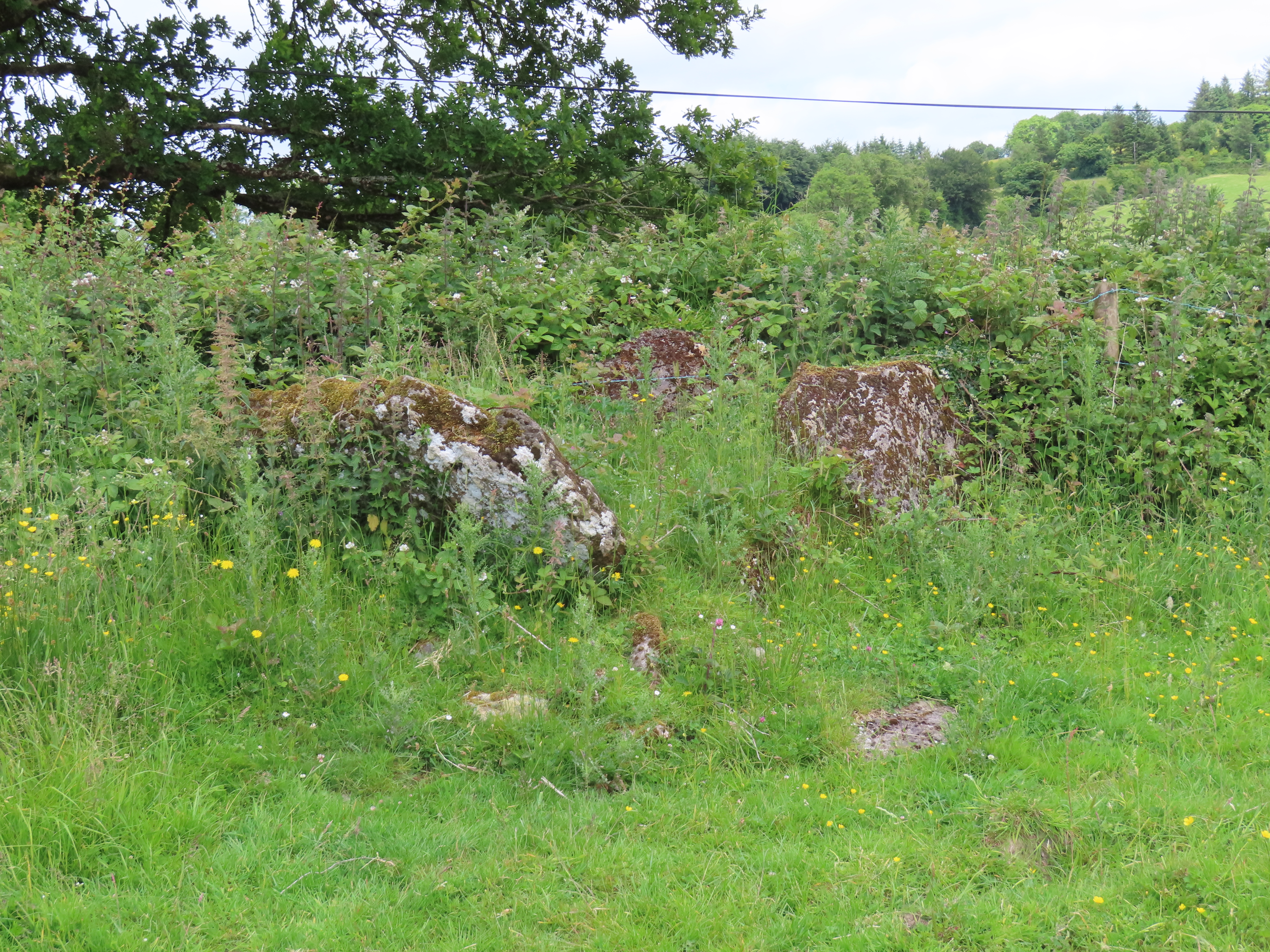
Das kleinere Wedge Tomb

Von dieser Anlage sind nur noch wenige Steine erhalten. Eine Seite ist in eine Steinmauer eingebettet, die die Wiese von einer kleinen Straße trennt. Zwei Seitensteine und ein Endstein gehörten wohl zur Galerie, die ca. 3 m lang war. Im Westen befindet sich noch ein keliener Stein, der vermutlich den Eingang begrenzte.

## In der Nähe
Im Townland  Marblehill befinden sich noch mehrere weitere, nicht klassifizierte megalithische Strukturen. In der Nähe liegen auch der Steinkreis von Ballynakill sowie im Townland Cregg die Reste eines weiteren Wedge Tombs.